# MZKT-8007
Der MZKT-8007 (russisch МЗКТ-8007) ist ein schwerer Lastkraftwagen des belarussischen Herstellers Minski Sawod Koljosnych Tjagatschei (russisch Минский завод колёсных тягачей, kurz MZKT bzw. МЗКТ, auf Deutsch Minsker Radschlepperwerk). Das dreiachsige Fahrgestell mit Allradantrieb wird seit 1996 produziert und ist für ein Gesamtgewicht von 36 Tonnen ausgelegt. Im Laufe der Zeit entstanden verschiedene Versionen des Fahrzeugs, auch eine vierachsige Variante wurde gefertigt.

## Fahrzeuggeschichte
Das Minski Sawod Koljosnych Tjagatschei begann fünf Jahre nach dem Zerfall der Sowjetunion 1996 mit der Fertigung des MZKT-8007. In den ersten Modellen wurden Motoren vom Typ JaMZ-238 verwendet. In den nächsten Jahren folgten unter anderem folgende Versionen des Lastwagens:
- MZKT-8007-010 – Fahrgestell zur Montage von Baggeraufbauten mit Schaufelvolumina bis zu einem Kubikmeter. Dreiachser mit Allradantrieb (6×6), kurze Gesamtlänge von neun Metern.
- MZKT-80071 – Vierachser mit Allradantrieb (8×8), gebaut ab 1997, heute nicht mehr im offiziellen Angebot.[3]
- MZKT-800770 – Aktuell (2018) produzierte Variante mit Allradantrieb und drei Achsen.[4] Es werden mobile Bohrgeräte und sonstige Ausrüstung für die Öl- und Gasindustrie auf dem Fahrzeug montiert.

Als Antrieb dient bei aktuellen Exemplaren ein V8-Viertakt-Dieselmotor vom Typ JaMZ-7511.10, der im Jaroslawski Motorny Sawod gefertigt wird und technisch weitgehend dem älteren JaMZ-238 entspricht. Bei 14,86 Litern Hubraum leistet er 400 PS (294 kW) und entwickelt ein maximales Drehmoment von 2110 Nm. Er erfüllt die Euro-2-Abgasnorm und ist für 800.000 km Lebensdauer ausgelegt. Der Lkw hat ein mechanisches Schaltgetriebe mit neun Vorwärtsgängen und einem Rückwärtsgang. Die Bremsanlage arbeitet mit Druckluft, außerdem ist eine Motorstaubremse vorhanden.
Die aktuelle Version des Lastwagens ist technisch für eine Zuladung von 22 Tonnen bei 14 Tonnen Eigengewicht ausgelegt. Ist das Fahrzeug voll ausgelastet, beträgt die Achslast hinten jeweils 13 Tonnen und damit mehr, als zum Beispiel in Deutschland im öffentlichen Straßenverkehr zulässig wäre.
Im Laufe der Zeit wurden verschiedene Fahrerhäuser auf den Fahrgestellen montiert, darunter auch Exemplare, die optisch denen des MAZ-5337 entsprechen. Anders als viele Lkw des Herstellers wird vom MZKT-8007 keine militärische Variante gebaut.

## Technische Daten
Für den MZKT-800770 wie ihn der Hersteller Mitte 2018 anbot.
- Motor: Achtzylinder-Viertakt-Dieselmotor
- Motortyp: JaMZ-7511.10
- Leistung: 400 PS (294 kW) bei 1900 min−1
- Hubraum: 14.860 cm³
- Bohrung: 130 mm
- Hub: 140 mm
- Drehmoment: 2110 Nm
- Lebensdauer: 800.000 km
- Motorgewicht: 1250 kg
- Getriebetyp: mechanisches Neunganggetriebe mit Rückwärtsgang
- Nebenantriebe: 2 Stück, 35 und 100 PS
- Geländeuntersetzung: zweistufig
- Höchstgeschwindigkeit: 52 km/h
- Tankinhalt: 350 l
- Bremse: Druckluftbremse, Motorbremse
- Antriebsformel: 6×6

Abmessungen und Gewichte
- Länge: 12.480 mm
- Breite: 2500 mm
- Breite über Außenspiegel: 2950 mm
- Höhe: 3020 mm
- Radstand: 4950 + 1500 mm
- Spurweite vorne und hinten: 2060 mm
- Höhe Oberkante Rahmen: 1240 mm
- Wendekreis: 26 m
- Reifengröße: 16,00R20
- Leergewicht: 14.000 kg
- Zuladung: 22.000 kg
- zulässiges Gesamtgewicht: 36.000 kg
- Achslast vorne: 10.000 kg
- Achslast hinten: 2 × 13.000 kg